# The Wing of Madoola
The Wing of Madoola (マドゥーラの翼?, Madūra no Tsubasa) è un videogioco sviluppato da Sunsoft per Nintendo Famicom. È stato pubblicato il 18 dicembre 1986. Fu successivamente portato su PC il 29 giugno 2001 come parte di Ultra 2000 Sunsoft Classic Games 1 (insieme a Atlantis no Nazo e Super Arabian), e su PlayStation il 27 dicembre 2001 come parte di Memorial Series SunSoft Vol. 3 (in coppia con Tōkaidō Gojūsan-tsugi). Tutte le versioni sono state commercializzate solo in Giappone.

## Trama
Un tempo nel Regno di Badham c'era una statua di un uccello, conosciuta come "l'Ala di Madoola". Chi la possedeva avrebbe ottenuto il potere di governare il mondo, e molte guerre furono combattute tra le nazioni per ottenerlo. Un re saggio, uno dei membri della famiglia Rameru, riuscì ad ottenerne il controllo, ed ordinò che una grotta profonda fosse scavata per nascondervi la scultura, in modo da cessare la guerra.
Molti secoli dopo, un giovane membro della famiglia Rameru, Darutos, apprese la posizione dell'Ala attraverso gli archivi segreti del regno. Tradendo la sua famiglia egli rubò l'artefatto, e utilizzò il suo potere per evocare un esercito di demoni col quale eintende conquistare e dominare il mondo. Grazie ad essi conquistò il castello Arekusu e sotto di esso vi stabilì la propria fortezza. I pochi superstiti del castello fuggirono, organizzando un piano disperato per rovesciare Darutos e riprendere il controllo del regno. Lucia, una coraggiosa guerriera, fu scelta per accompagnare un membro della famiglia Rameru in grado di brandire la magia nota solo alla sua famiglia.
Mentre si avvicinavano ad Arekusu, vengono attaccati da due demoni. Mentre uno distrae Lucia, l'altro attacca l'uomo, procurandogli una ferita mortale. Consapevole di ciò che doveva essere fatto, Lucia coraggiosamente prosegue, sapendo che solo lei può fermare Darutos e riappropriarsi dell'Ala di Madoola.

## Modalità di gioco
Il giocatore deve progredire attraverso 16 livelli, raccogliendo oggetti che aumentano il potere di Lucia e sconfiggendo il boss di ogni livello, al fine di guadagnare l'accesso a quello successivo. Anche aumentando la forza e la salute di Lucia durante il gioco, i nemici causano generalmente grandi quantità di danni. Alcuni livelli sono molto estesi, ed è facile trascurare alcuni degli elementi più necessari che possono rendere il completamento del gioco molto più semplice. Molti dei boss possono sostenere un'enorme quantità di danni prima di essere sconfitti, cosa che per Lucia non avviene neanche ottenendo tutti i power-up.